# جيمس فورمان (ملحن)
جيمس فورمان (بالإنجليزية: James Furman)‏ هو ملحن أمريكي، ولد في 23 يناير 1937، وتوفي في 9 سبتمبر 1989.